# Powiat Złotoryjski
Der Powiat Złotoryjski ist ein Powiat (Kreis) in der polnischen Woiwodschaft Niederschlesien. Er liegt im Südwesten Polens und grenzt im Westen an den Powiat Bolesławiecki, im Norden an den Powiat Legnicki, im Osten an den Powiat Jaworski sowie im Süden an dem Powiat Jeleniogórski. Der Powiat zählt etwa 45.000 Einwohner und gehört der Euroregion Neiße an.

## Gemeinden
Der Powiat umfasst sechs Gemeinden, davon 
zwei Stadtgemeinden:
- Wojcieszów (Kauffung)
- Złotoryja (Goldberg in Schlesien);

eine Stadt- und Landgemeinde:
- Świerzawa (Schönau an der Katzbach);

und drei Landgemeinden:
- Pielgrzymka (Pilgramsdorf)
- Zagrodno (Adelsdorf)
- Złotoryja.